# 中华格德蛛
中华格德蛛（学名：Gedea sinensis）为跳蛛科格德蛛属的动物。在中国大陆，分布于海南等地。该物种的模式产地在海南。其种加词“sinensis”意为“中华的”。